# Bedenik
Bedenik es una localidad de Croacia situada en el municipio de Nova Rača, en el condado de Bjelovar-Bilogora. Según el censo de 2021, tiene una población de 359 habitantes.

## Demografía
| Gráfica de población de Bedenik 1857-2021                          |
|                                                                    |
| Según los censos de población de la Oficina de Estadísticas Croata |